# Fecunditas

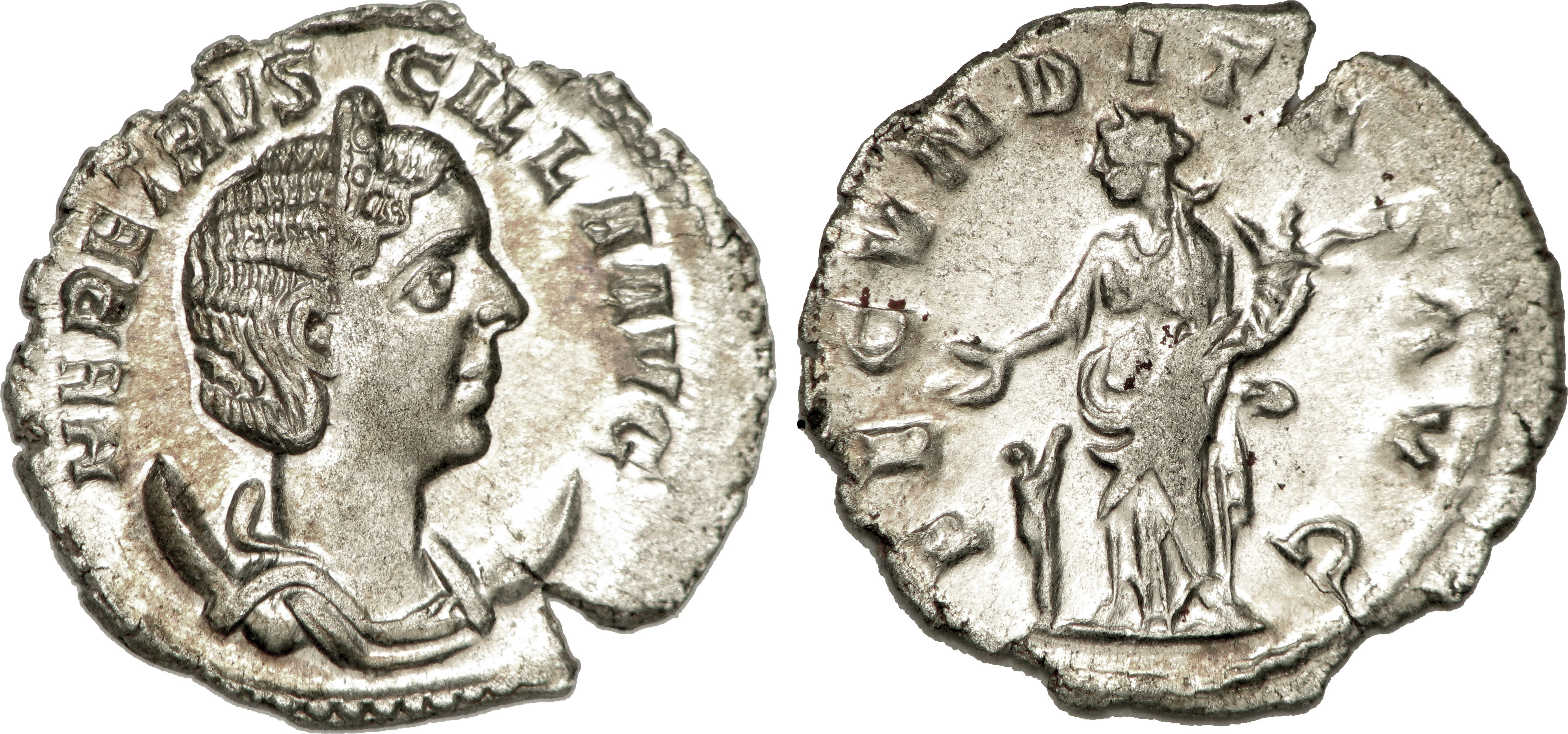
Antoniniano de Herenia Etruscila con la personificación de Fecunditas en el reverso.

Fecunditas, en la mitología romana (latín para "fecundidad, fertilidad") era la diosa de la fertilidad. Se la representaba como una matrona, a veces sosteniendo una cornucopia o una hasta pura (lanza), con niños en brazos o de pie junto a ella.

## Culto a Fecunditas
Las mujeres acudían a Fecunditas para pedirla que les enviara hijos. Durante el ritual, las mujeres se golpeaban el cuerpo desnudo con cinturones de piel de cabra. Los sacrificios a Fecunditas los hacían los lupercos, sacerdotes de la diosa y sacerdotes de los hermanos arvales.
En el año 63, por decisión del Senado romano, se dedicó un templo a Fecunditas con motivo del nacimiento de la hija del emperador Nerón y su esposa Popea Sabina.
Sin embargo, parece ser que Juno, en una de sus formas, era venerada bajo este nombre por los romanos como protectora de las madres que daban a luz. 

## En monedas

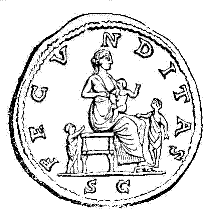
Fecunditas en un sestercio de Lucila.

Era también conocida con el apelativo de Lucina (latín: portadora de la luz) como diosa de la luz (amanecer) y del nacimiento; así lo confirman las monedas con la leyenda Iunoni Lucinae.
En los reversos de las monedas romanas, Fecunditas aparece de pie o sentada con niños y una cornucopia; a veces también con un largo cetro, una rama, un caduceo e incluso el timón de un barco. En un áureo de Julia Domna, se la representa con un racimo de uvas y un globo rodeada de niños.
En la propaganda del Imperio romano, simbolizaba la continuidad de la familia imperial y la protección otorgada a los descendientes de la emperatriz]. Por ello, su imagen solía figurar en las monedas acuñadas en nombre de las emperatrices, con la excepción de monedas con imágenes de Alejandro Severo y Galieno. Aparece en la época de los Antoninos, en las monedas acuñadas para Faustina la Mayor y sus sucesoras en los siglos II y III, hasta Salonina. También aparece con frecuencia con la leyenda Fecunditas Augustae y menos frecuentemente Fecunditas Temporum.